# Imágenes de la Argentina
Imágenes de la Argentina es una película de Argentina, largometraje documental filmado en Eastmancolor que fue producido por la Fundación Bunge y Born. El filme no fue exhibido comercialmente y fue estrenado en Argentina el 21 de junio de 1978 en la Sala Municipal de Cine.

## Sinopsis
Trata sobre la producción industrial, agropecuaria y deportiva del país y fue producida para su exhibición en Nueva York.